# André Ngongang Ouandji
André Ngongang Ouandji (né en 1936 à Bamena, département Ndé, province de l'Ouest au Cameroun, décédé le 27 juin 2007 à Bruxelles, Belgique) était un homme politique et diplomate camerounais.
Jusqu'à sa mort, il était l'ambassadeur extraordinaire et plénipotentiaire de la république du Cameroun auprès de la fédération de Russie.

## Biographie

### Enfance et Formations
- Vers 1936- Naissance de André Ngongang Ouandji, Fils de Ouandji Ngongang, chef Bamena et de Nitchie Elisabeth, à Bamena dans le département du Ndé, région de l’Ouest. Il fut le frère du chef Bamena Nietcho Jacques.
- Études primaires à Bamena, à Bangou et à Bangangté où il obtient le CEPE en juillet 1951.
- Études secondaires au collège Évangélique de Libamba où il obtient le BEPC en juin 1955 et au lycée général Leclerc de Yaoundé, où il obtient le baccalauréat en juin 1958.
- Études supérieures à la faculté de droit et sciences économiques de l’université de Bordeaux où il obtient la licence en droit (1962) et le DES en sciences criminelles, ainsi que le diplôme de l’École française de la magistrature (1964).
- Parallèlement à ses études juridiques, il poursuit aussi des études sur les sciences politiques au Centre d’études politiques de Bordeaux et la gestion des entreprises de la même ville.
- Il est par ailleurs titulaire d’un doctorat d’État en droit obtenu à l’université de Bordeaux en 1968[2].

### Vie professionnelle
Entré dans la magistrature le 4 mars 1963, il est vice-président de la cour d’appel de Yaoundé chargé de la chambre coutumière, juge d’instruction au cabinet no 1 du tribunal spécial et président suppléant du tribunal d’état du 20 juillet 1964 au 21 octobre 1965.
- Du 22 octobre 1965 au 2 novembre 1965, il est directeur adjoint des affaires judiciaires et du Sceau.
- Du 2 novembre 1966 au 19 octobre 1972, il occupe le poste de directeur des affaires législatives et réglementaires au ministère de la Justice.
- Du 18 octobre 1972 au 3 janvier 1974, directeur du contrôle des services judiciaires au ministère de la Justice.
- Du 3 janvier 1974 au 17 juillet 1980, conseiller technique à la présidence de la République.
- Le 17 juillet 1980, ministre de la Jeunesse et des Sports.
- Le 12 avril 1983, ministre d’état chargé de la Jeunesse et des Sports.
- Et du 8 juin 1983 au 24 août 1985, ministre d’état chargé de la justice, garde des Sceaux.
- En 1987 nommé ambassadeur du Cameroun auprès du royaume d'Espagne avec résidence à Madrid

- Le 5 octobre 1994, ambassadeur du Cameroun auprès de la fédération de Russie avec résidence à Moscou[3],[4]. Il décède en fonction comme ambassadeur en Russie[5],[6].

Il a été membre titulaire du Comité central du RDPC (vice président du comité central du RDPC) de 1985 à 1990.